# Лазебник, Ефим Антонович
Лазебник Ефим Антонович (25 декабря 1911  [7 января 1912], Боровиково, Киевская губерния — 25 октября 2006, Киев) — советский и украинский журналист, литературовед, редактор газет. Председатель Союза журналистов УССР (1965—1966). Доктор филологических наук (1965), профессор (1967).

## Биография
Родился 25 декабря 1911 года (7 января 1912) года в селе Боровиково (ныне Звенигородского района Черкасской области) в крестьянской семье.
В 1928—1932 годах — рабочий на руднике имени В. И. Ленина, в 1932—1934 годах — секретарь комитета комсомола на руднике имени Ф. Э. Дзержинского в городе Кривой Рог.
С 1935 года — на журналистской работе: литературный работник, заведующий отделом Криворожской городской газеты «Красный горняк» (Кривой Рог).
Член ВКП(б) с 1937 года. В 1937—1944 годах — сотрудник республиканской газеты «Коммунист».
Окончил рабочий факультет, в 1938 году окончил 3 курса Криворожского педагогического института.
В 1950 году окончил экстерном Киевский государственный университет имени Тараса Шевченко.
В июне 1944 — ноябре 1952 года — ответственный редактор Волынской областной газеты «Советская Волынь». Одновременно, в 1951—1953 годах — старший преподаватель факультета языка и литературы Луцкого государственного педагогического института имени Леси Украинки.
В ноябре 1952 — 1956 году — заместитель заведующего отделом пропаганды и агитации ЦК КПУ.
В 1956—1973 годах — ответственный редактор республиканской газеты «Рабочая газета». Одновременно с 1953 года преподавал в Киевском государственном университете имени Тараса Шевченко: преподаватель, доцент, профессор кафедры теории и практики советской прессы.
В 1961 году защитил кандидатскую диссертацию «Печать — острейшее оружие критики и самокритики», в 1965 году — докторскую диссертацию «Проблемы литературного мастерства в журналистике».
В 1965—1966 годах — председатель Союза журналистов УССР.
В 1974—1992 годах — заведующий кафедрой детской и юношеской литературы и библиотечной работы с детьми Киевского института культуры.
Вышел на пенсию, жил в Киеве. Умер 25 октября 2006 года в Киеве, где и похоронен на центральной аллее Байкового кладбища вместе с семьёй (участок № 43а).

### Семья
Сын — дипломат Станислав Лазебник (род. 1937). Внук — дипломат, литературовед Юрий Лазебник (1962—2021).

## Научная деятельность
Исследовал проблемы истории и теории журналистики и публицистики.

### Публикации
- Корреспондент газеты. Киев. 1955;
- Творчество и догматизм в печати. Киев. 1956;
- Сердце нашего друга (о Чехословакии и Польше). Киев. 1962;
- Новое в развитии советской печати. Киев. 1963;
- Проблемы литературного мастерства в журналистике. Киев. 1963;
- Женевский дневник. 1963; Молодость Китая. Киев. 1969;
- Публицистика в литературе. Киев. 1971.

## Награды
- Орден Трудового Красного Знамени (4.05.1962);
- Орден «Знак Почёта» (23.07.1945);
- Орден «За заслуги» (Украина) 3-й степени (1997);
- медали.